# Tiefseegigantismus

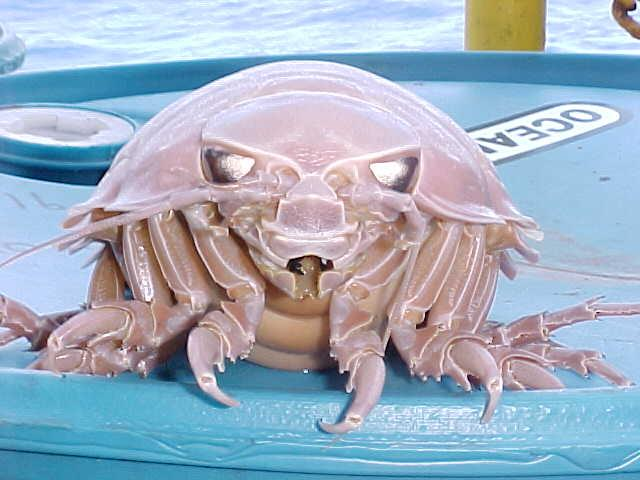
Die bis zu 45 cm lange und 1,7 kg schwere Riesenassel Bathynomus giganteus lebt auf dem Meeresboden.

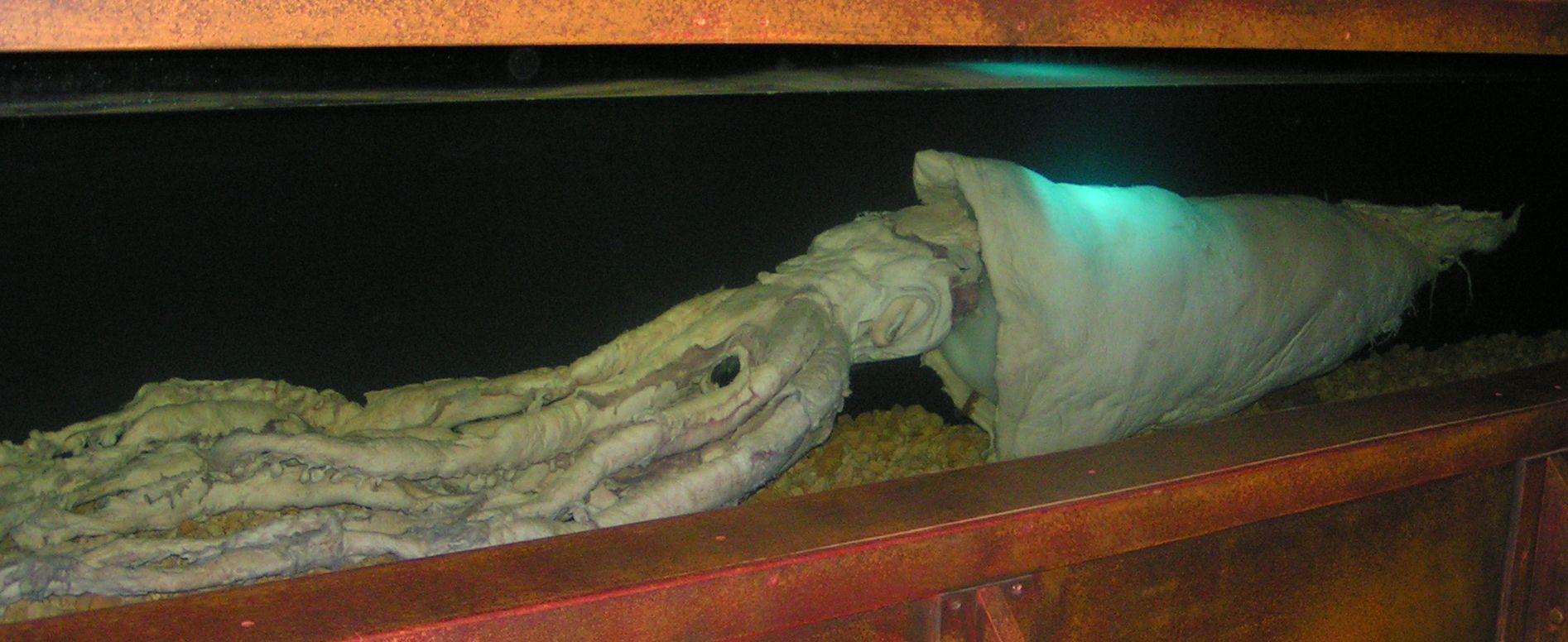
Präparierter Riesenkalmar Architeuthis dux

Tiefseegigantismus (auch Abyssaler Gigantismus) bezeichnet in der Zoologie die Hypothese, dass vergleichbare Taxa oder Faunen der Tiefsee mit zunehmender Wassertiefe größer werden. Die Vermutung eines Tiefseegigantismus stammt aus Einzelbefunden. Systematische Untersuchungen können jedoch nicht bestätigen, dass dieser Effekt überhaupt als genereller Trend vorliegt, und es wird diskutiert, auf welche Einflüsse er zurückgeführt werden müsste. In den Ozeanen ist auch das Gegenteil bekannt: Gigantismus oberflächennaher Planktonfresser (Walhai, Bartenwale).

## Verifizierung
Ein Trend zu Tiefseegigantismus lässt sich durch systematische Vergleiche der Körpergrößen verwandter Taxa in Flachwasser und Tiefsee untersuchen.
Ein genereller Tiefseegigantismustrend wurde festgestellt beim Vergleich mit im Flachwasser lebenden kleineren Gastropoden. Ein genereller Trend konnte für beutesuchende Fische des nordöstlichen Atlantiks festgestellt werden.
Kein Trend zu Tiefseegigantismus wurde festgestellt für nicht Beute suchende Fische. Für Gastropoden, die im Flachwasser bereits ziemlich groß sind, ist aber der gegenteilige Trend zu beobachten.
Die Ergebnisse, ob tatsächlich ein Trend zu Tiefseegigantismus besteht, sind widersprüchlich, je nach Untersuchungskonzept besteht ein Tiefseegigantismus, aber auch „Tiefseeverzwergung“.
Meio- und Makrofauna des Benthos nehmen mit zunehmender Wassertiefe ab, was aufgrund zunehmender Nahrungsknappheit nicht verwundert, aber das Verhältnis zwischen Meio- und Makrofauna des Benthos unterliegt keinem Trend.

## Selektionsdruck
Um einen generellen Trend zu erklären, ist ein gleichgerichteter Selektionsdruck über lange Zeiträume erforderlich. Als Selektionsfaktoren verantwortliche Umweltfaktoren kommen hier z. B. in Frage:
- Nahrungsknappheit[2][3]
  - spätere Geschlechtsreife
  - Erleichterung der Partnerfindung bei geringer Populationsdichte
  - ungleiche Verteilung von Makronahrung[2]
  - gleichmäßige Verteilung von Mikronahrung[2]
  - Zusammenleben mit Symbionten
- Schutz vor Fressfeinden[2][3]
- permanent tiefe Temperaturen (ca. 4 °C)
  - langsameres Wachstum
  - höhere Lebenserwartung
- Höhere Schwimmgeschwindigkeit und Ausdauer
  - Jagd[2]
  - Behauptung gegen permanente Strömungen
- Dunkelheit
  - verminderte Energieressourcen siehe Nahrungsknappheit[2][3]
  - verminderte Wahrnehmbarkeit durch Fressfeinde
- Wasserdruck
- andere Faktoren
- Kombinationen mehrerer Faktoren[2]

Als Erklärungsmodelle wurde der Schutz vor Fressfeinden diskutiert. Da angenommen wird, dass Nahrungsarmut auf Inseln den gegenteiligen Trend zu bewirken vermag, scheint dieser häufig genannte Erklärungsversuch für Tiefseegigantismus generell wenig überzeugend. Es ist von erheblicher Bedeutung, ob die Nahrung hauptsächlich aus Detritus oder aus (großem) Aas oder aus (großer) lebender Jagdbeute besteht.

## Beispiele
- Riemenfische erreichen eine Länge bis 8 m
- Riesenkalmare erreichen eine Länge bis 13 m (Mesonychoteuthis hamiltoni: bis 14 m)
- Riesenasseln sind um das Fünfzigfache größer als Landasseln
- Riesenschwammarten der Glasschwämme im tiefen Kaltwasser

## Ähnliche und gegensätzliche Trends
In den Ozeanen besteht Gigantismus oberflächennaher Planktonfresser. Andere generelle Körpergrößentrends sind bekannt in Polarregionen („Polargigantismus“; Makrofauna). Auf Inseln werden sowohl Inselverzwergung als auch gegenläufiger Inselgigantismus angenommen.

## Einzelbelege
1. 1 2 3 4  Yoshihisa Shirayama: Size structure of deep‐sea meio‐and macrobenthos in the Western Pacific. Internationale Revue der gesamten Hydrobiologie und Hydrographie, Band 68, Nr. 6, 1983, S. 799–810. doi:10.1002/iroh.3510680605.
2. 1 2 3 4 5 6 7 8 9 10 11 12 13  

M. A. Collins et al.: Trends in body size across an environmental gradient: a differential response in scavenging and non-scavenging demersal deep-sea fish. Proceedings of the Royal Society B: Biological Sciences, Band 272, Nr. 1576, 2005, S. 2051–2057. doi:10.1098/rspb.2005.3189.
3. 1 2 3 4 5 6 7 8 9 10 11  Craig R. McClain, Alison G. Boyer, Gary Rosenberg:  The island rule and the evolution of body size in the deep sea. Journal of Biogeography, Band 33, Nr. 9, 2006, S. 1578–1584. doi:10.1111/j.1365-2699.2006.01545.x.